# Panchavati de Nashik
 (octobre 2013).
Si vous disposez d'ouvrages ou d'articles de référence ou si vous connaissez des sites web de qualité traitant du thème abordé ici, merci de compléter l'article en donnant les références utiles à sa vérifiabilité et en les liant à la section « Notes et références ».

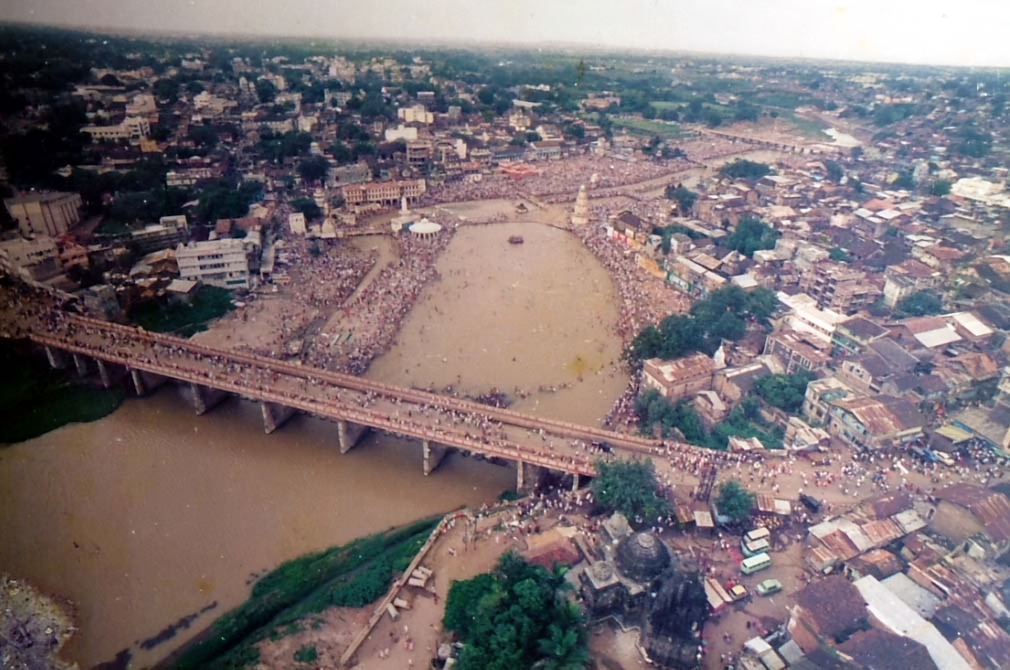
Panchavati de Nashik : rassemblement de pèlerins à Ram Kund pour le "Shahi Snan" (bain royal)

Panchavati est un quartier de la ville de Nashik dans l'état du Maharastra en Inde; Panchavati est un lieu de pèlerinage majeur pour les hindous car c'est un des lieux saints où Lord Ram a séjourné pendant son exil. Une partie entière de l'épopée mythologique du Ramayana se déroule à Panchavati, c'est l"'Aranya Kanda", le Livre de la forêt. De nombreux temples et sites religieux importants y sont situés.
Tous les 12 ans c'est la Kumbh Mela à Nashik, et les millions de dévots qui y participent, se baignent dans la rivière Godavari.

## Étymologie
La signification du nom Panchavati est "le jardin des 5 banians".

## Situation géographique
Panchavati fait partie de la ville de Nashik dans l'état du Maharashtra en Inde.
Autrefois c'était un petit village situé sur les bords de la rivière Godavari, aussi connue sous le nom de "Dakshin Ganga" (le Gange du Sud). C'est la seconde plus grande rivière en Inde. Elle prend sa source à Trimbak, et rejoint la Baie du Bengale dans l'Andhra Pradesh. 
La légende dit que le sage Gautama faisait pénitence auprès de Lord Shiva pour faire couler le Gange à Trimbak. Lord Shiva en fut satisfait et il exauca son vœu.

## Sites religieux
Ram Kund est la partie de la rivière Godavari où le fleuve tourne à droite à angle droit. On dit que Lord Ram s'est baigné là. 
Aujourd'hui les prêtres y effectuent les rituels des derniers sacrements. Après les rituels, on fait l'immersion des cendres des morts dans la rivière. 

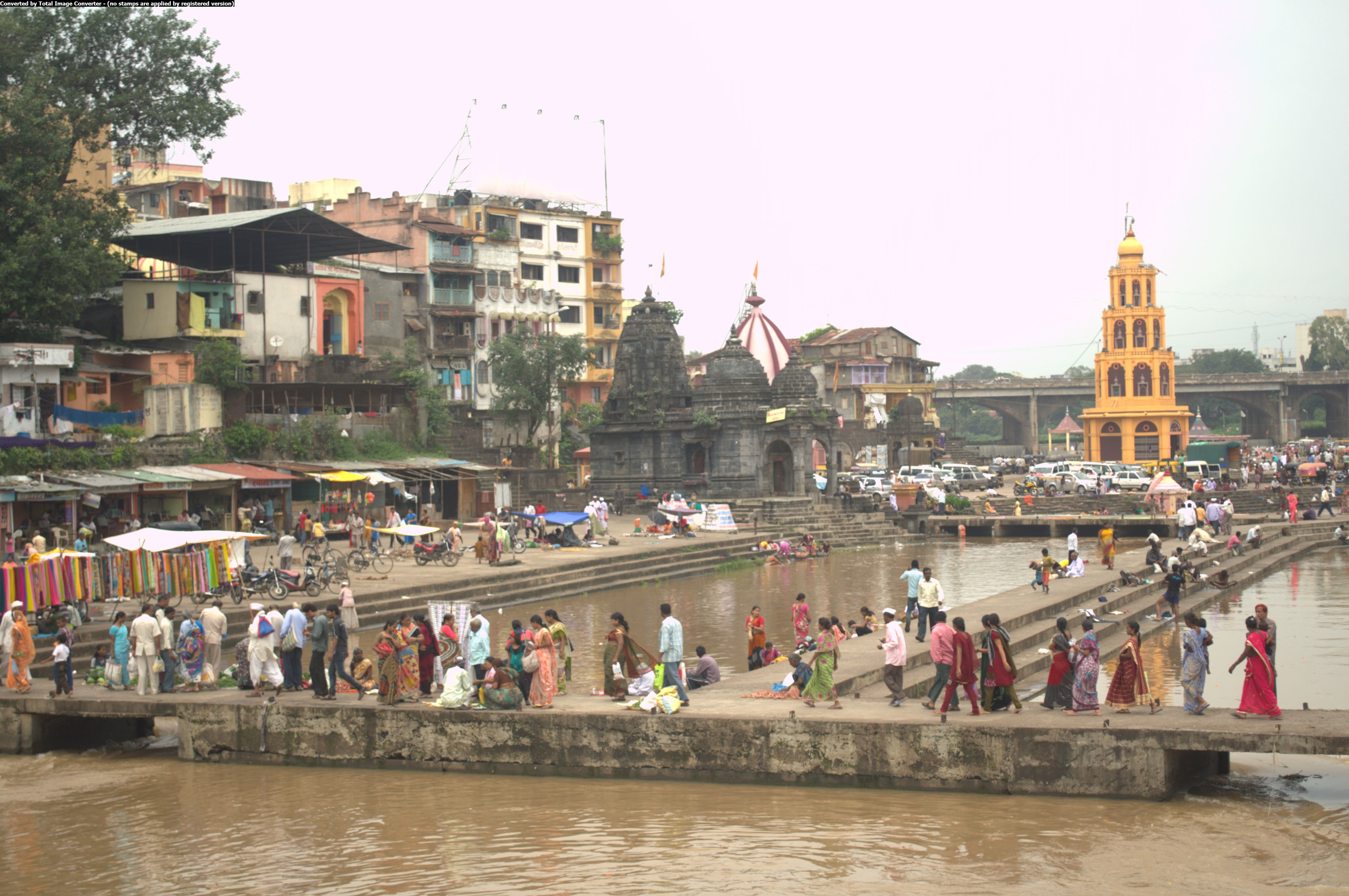
Ram Kund

Le temple de Kala Ram fut construit en 1788 par Sardar Rangarao Odhekar. Il y a une légende selon laquelle M. Odhekar a rêvé qu'il y avait une statue de Lord Ram dans la rivière Godavari. Il a bien trouvé la statue à Ram Kund, et y a donc établi un temple. Cette statue est en pierre noire c'est pourquoi le nom du temple est "Kala Ram" (le Ram Noir). On y voit également des statues des déesses Sita et Lakshmana.
À côté les pèlerins visitent les temples Kapaleshwar Mahadev, et Sundar Narayan.
À Panchavati, il y a aussi la Sita Gumpha. On dit que c'est la grotte où Sita, la femme du Lord Ram, s'est cachée quand elle était seule, et aussi d'où elle a été enlevée par Ravana, le roi démoniaque du Sri Lanka. Les touristes peuvent visiter cette grotte (entrée payante).